# Antiagregante plaquetar

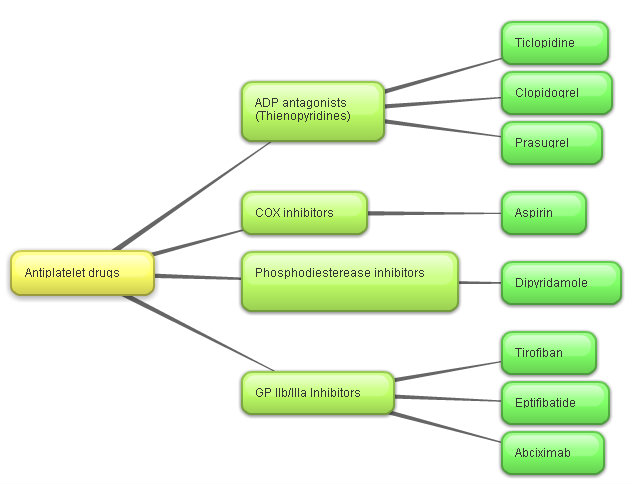
Classificação dos antiplaquetários (em inglês)

Antiagregantes plaquetares, antiagreantes plaquetários ou antiplaquetários são fármacos usados para evitar a activação e agregação das plaquetas para prevenir trombose em pacientes de risco. Seu principal representante é o ácido acetilsalicílico (aspirina). Não confundir com anticoagulantes, também usados para prevenir trombose com outros mecanismos de ação, nem com trombolíticos, usados para romper trombos.

## Classificação
Inibidores da ciclooxigenase
O ácido acetilsalicílico (aspirina) é um AINE (anti-inflamatório não esteroide) usado com frequência enquanto antiplaquetar e, hoje, o principal fármaco para essa função. Ao inibir a enzima COX-1 (ciclooxigenase), diminui a formação de tromboxanos A2, mediadores endógenos promotores da agregação plaquetária.
Inibidores da fosfodiesterase 5
Incluem o sildenafil (viagra), tadalafil, vardenafil e o dipiridamole são vasodilatadores que podem ser usados no tromboembolismo pulmonar e após AVC.
Tienopiridinas
Atuam como inibidores do receptor de adenosina difosfato (ADP) e incluem o clopidogrel, o prasugrel, o ticagrelor e a ticlopidina. São frequentemente combinados com a aspirina para potenciar seu efeito ou usados para substituí-la em pacientes que não a toleram.
Inibidores da glicoproteína IIb/IIIa
Incluem o abciximab, a tirofibana e o eptifibatide. De uso exclusivamente intravenoso em ambiente hospitalar depois de um infarto do miocardio.
Antagonista do receptor plaquetário de trombina
Vorapaxar (Zontividade) é um novo antagonista seletivo do receptor de plaquetas ativado por proteases encontrado nas trombinas, usado em pessoas com história de infarto do miocárdio ou com doença arterial periférica.
Prostaciclina
O Eprostenol é uma prostaciclina injetável utilizada para inibir a agregação plaquetária durante a diálise renal (com ou sem heparina) e na hipertensão pulmonar primária. Estimula a adenilato ciclasa incrementando os níveis de AMPc.

## Indicações
São usados para prevenir tromboembolismo pulmonar, infarto agudo do miocárdio e acidente vascular cerebral isquêmico. Especialmente indicados em caso de:
- Doença arterial periférica
- Doença coronária
- Histórico de acidente vascular cerebral isquêmico
- Fibrilação auricular
- Flutter atrial frequente
- Trombose venosa profunda
- Pós-cirurgia cardíaca

## Contraindicações
Pacientes com hemorragia ativa, como úlcera gástrica ou sangramento intestinal, ou alto risco de hemorragia, como hipertensão não controlada ou antes de grandes cirurgias abertas.
Descontinuar o tratamento antiplaquetário aumenta o risco de trombose, portanto só deve ser feito quando o risco de hemorragia severa é muito elevado. Em cirurgias pequenas ou pouco invasivas, recomenda-se manter a medicação.